# Mas-Saintes-Puelles

Mas-Saintes-Puelles este o comună în departamentul Aude din sudul Franței. În 1 ianuarie 2022 avea o populație de 937 de locuitori.